# Лъжница
Лъжнѝца е село в Югозападна България. То се намира в община Гоце Делчев, област Благоевград.

## География
Село Лъжница се намира в полите на Пирин планина.

## История
От османски поименен регистър от 1478 година става ясно, че към тази дата в Лъжница са живели 101 немюсюлмански домакинства и 3 на тюркмени-мюсюлмани. В списък на селищата и броя на немюсюлманските домакинства във вилаета Неврокоп от 13 март 1660 година село Лъжница (Ложниче) е посочено като село, в което живеят две немюсюлмански семейства.
В XIX век Лъжница е мюсюлманско село в Неврокопска каза на Османската империя. В „Етнография на вилаетите Адрианопол, Монастир и Салоника“, издадена в Константинопол в 1878 година и отразяваща статистиката на населението от 1873 година, Мозница (Moznitsa) е посочено като село със 75 домакинства и 175 жители помаци. През 1899 година селото има население 429 жители според резултатите от преброяване населението на Османската империя. Според Стефан Веркович („Топографическо-этнографическій очеркъ Македоніи“) към края на XIX век Лъжница (Лозница) има мюсюлманско мъжко население 75 души, което живее в 260 къщи.
В 1891 година Георги Стрезов пише за селото:
| „ | Лъжница, село в подножието на Пирин, 4 часа на СЗ от Неврокоп. Околност планиниста. Раждат се овощия: круши, ябълки. Къщи 35, помаци. | “ |

Съгласно статистиката на Васил Кънчов („Македония. Етнография и статистика“) към 1900 година Лъжница е българо-мохамеданско селище. В него живеят 400 българи-мохамедани в 65 къщи.
Към 1 декември 1912 година жителите на селото, в което има 200 мюсюлмански семейства, са насилствено покръстени от български паравоенни части и БПЦ.
След принудителното сменяне на имената на помаците в началото на 1970-те в Гоцеделчевско, незасегнати от Възродителния процес остават само селата Корница, Брезница и Лъжница, обособени на десния бряг на Места. Жителите им решават да се обявят за турци, надявайки се по този начин да избегнат преименуванията, засягащи до този момент само помаците, и координират действията си, подговяйки се за съпротива в случай на намеса на властите. През зимата на 1972 – 1973 година голяма част от жителите на трите села се събират непрекъснато в центъра на Корница, където българското знаме е заменено с турско, а децата спират да посещават училище.
Местните структури на Българската комунистическа партия правят опити да създадат ядро от свои поддръжници в общността, но не постигат успех и решават да използват сила. Селото е превзето на сутринта на 28 март 1973 година, като акцията се ръководи от генерала от Държавна сигурност Петър Стоянов, като трима души са убити, много от местните жители са бити и измъчвани, десетки са арестувани и изселени, а 11 души получават присъди.

## Население
Към момента населението е изцяло от българо-мохамедани.

### Етнически състав
Преброяване на населението през 2011 г.
Численост и дял на етническите групи според преброяването на населението през 2011 г.:
|                     | Численост |
| Общо                | 1.602     |
| Българи             | 71        |
| Турци               | 1442      |
| Цигани              | -         |
| Други               | 60        |
| Не се самоопределят | 16        |
| Неотговорили        | 13        |

## Промишленост
Към 2011 г. в селото има 500 къщи и 1800 души население. След 1990 г. се наблюдава рязкото развитие на леката промишленост, предимно текстилна и обущарска. Към 10.03.2011 г. в с. Лъжница вече има над 6 фабрики за текстилни и обувни изделия.

## Спорт
През 2008 г. е възстановен единственият спортен клуб в с. Лъжница – ФК „Ореляк“, който успява да спечели титлата в ОФГ-ЗОНА МЕСТА – ЗАПАД – МЪЖЕ през сезон 2010-2011. През 2006 г. е построена и първата спортна зала в селото. В процес е и изграждането на новия стадион – Ореляк стеидиъм, като основен спонсор за изграждането му е общ. Гоце Делчев.

## Личности
Родени в Лъжница
- Исмет Кисьо (р. 2001), български футболист